# Sergei Makarov (hockey)
Sergei Mikhailovich Makarov (19 de junio de 1958) es un jugador de hockey sobre hielo y dos veces campeón olímpico (medalla de oro) ruso. Fue votado uno de los seis jugadores candidatos a formar el "Equipo de las Estrellas del Centenario" de la International Ice Hockey Federation en una encuesta realizada entre un grupo de 56 expertos de 16 países.

## Biografía
Nació el 19 de junio de 1958 en Cheliábinsk. En su familia había dos hermanos mayores a los que también les gustaba el hockey: Nikolai y Yuri. Sergei empezó a patinar a los cinco años. Alumno de la escuela de hockey de Cheliábinsk.
El primer entrenador fue Viktor Starikov. En sus entrevistas el atleta mencionó que es difícil nombrar a su mejor entrenador, pero fue con su primer entrenador Viktor Starikov con quien aprendió mucho. El entrenador Starikov no interfería en las discusiones de sus pupilos.
Entrenado por Peter Vasilyevich Dubrovin. Licenciado por la Universidad Estatal de Cultura Física de los Urales. Tras dejar la escuela, Makarov ingresó en el Instituto de Cultura Física de Cheliábinsk y se graduó en 1981. De joven era conocido como un hombre franco de extraordinaria erudición.
A los 18 años, Makarov debutó con el Traktor local y pasó dos temporadas en el equipo. En 1978, tras ser reclutado por el ejército, Makarov recibió una invitación del CSKA. Al jugador de hockey le costó adaptarse al nuevo equipo y a los entrenamientos de Viktor Tikhonov. Esa misma temporada, Makarov jugó su primer partido con la selección nacional de la URSS. En su primer partido con el equipo, contra los finlandeses, Makarov marcó un gol y el equipo soviético ganó 9-0. En el segundo partido, Makarov volvió a marcar y la selección soviética ganó 4-2.

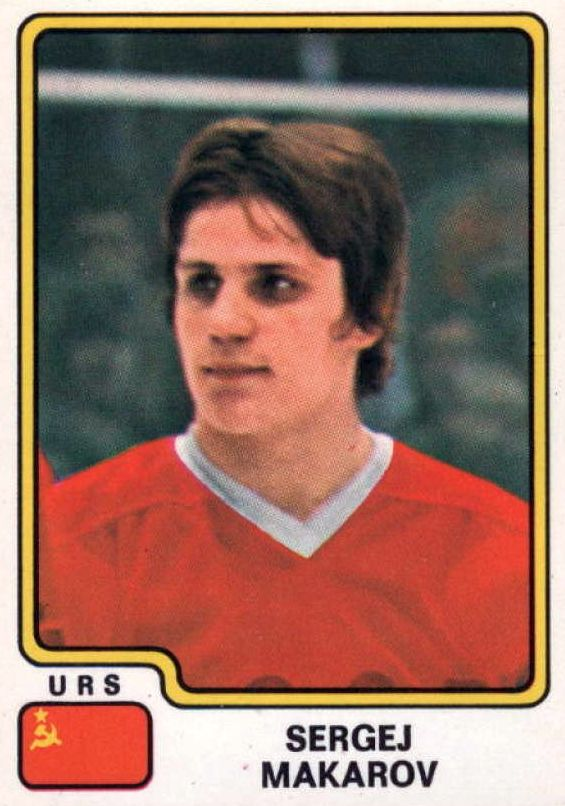
Uniforme de la selección nacional de la URSS, 1979

En el Campeonato del Mundo de Hockey de 1978, celebrado en Praga]]. Makarov marcó tres goles contra Alemania Occidental, Alemania Oriental y Finlandia y se proclamó campeón del mundo. Makarov se convirtió en el mejor tirador del torneo en el Campeonato del Mundo de 1979. Jugó una temporada completa con la selección nacional, apareciendo en partidos amistosos y en torneos para los premios de los periódicos "Rude Right" e "Izvestia". En febrero de 1979 fue incluido en la lista de convocados para la Challenge Cup de Estados Unidos.
En 1981, Makarov acudió a la Copa Canadá como miembro de la selección nacional de la URSS. Justo en este torneo se creó uno de los quintetos más fuertes de la historia del hockey mundial: «El quinteto de Larionov»]], que incluía a Vladimir Evgenievich Krutov, Igor Larionov, y también a los defensas Vyacheslav Alexandrovich Fetisov y Alexei Viktorovich Kasatonov. En gran parte gracias a este quinteto, la selección nacional de la URSS ganó cinco Campeonatos del Mundo consecutivos, de 1978 a 1983. Sergey Makarov fue el máximo goleador de los campeonatos del mundo de 1979, 1983, 1985 y 1986. En una época fue capitán del CSKA y de la selección nacional de la URSS.
En los Juegos Olímpicos de 1980 en Lake Placid, la selección nacional de la URSS ganó la medalla de plata, perdiendo ante Estados Unidos. En las Olimpiadas de Sarajevo en 1984 y de Calgary en 1988, el equipo soviético ganó.

## Carrera
Makarov se formó íntegramente en la Unión Soviética. Ganó dos Campeonatos del Mundo Juveniles y fue nombrado el mejor jugador durante su segunda victoria en 1978. Makarov también estuvo en el equipo nacional soviético de hockey sobre hielo que ganó el oro en los Campeonatos del Mundo en 1978, 1979, 1981, 1982, 1983, 1986, 1989 y 1990 y en la Copa Canadá en 1981. En los Juegos Olímpicos de Invierno, ganó la medalla de oro en 1984 y 1988 y una de plata en 1980 como miembro del equipo de la URSS. En la Unión Soviética, Makarov jugó 11 temporadas de campeonato con el CSKA de Moscú (Ejército Rojo), ganó el premio al Jugador soviético del Año (también conocido como MVP soviético) tres veces, fue nombrado para el Equipo de Estrellas de la Liga Soviética diez veces, y liderando la liga en puntos nueve veces y tres goles. Junto con Igor Larionov y Vladimir Krutov, formaron la denominada linea KLM, una de las líneas más talentosas y temidas del hockey.
En 1989 , la Unión Soviética le permitió a Makarov unirse a la Liga Nacional de Hockey y las Llamas de Calgary . Ganó el Calder Memorial Trophy como novato del año a la edad de 31 años (como resultado, se cambiaron las reglas y ahora solo los jugadores menores de 26 años califican para el premio: la Regla Makarov ). Con un 25,9 %, su porcentaje de tiros fue el más alto de todos los jugadores de la NHL. Makarov también jugó para los San Jose Sharks de 1993 a 1995. Durante la temporada 1995-96, Makarov fue eliminado de la lista de los Sharks y no jugó y se convirtió en entrenador asistente de la selección rusa durante la Copa del Mundo.
En la temporada 1996-97, Makarov hizo dos intentos de remontada, primero con los Dallas Stars , para los que jugó cuatro partidos entre el 15 y el 29 de noviembre, y luego jugó para el HC Fribourg-Gottéron en la Nationalliga A de Suiza con sus excompañeros Vyacheslav Bykov y Andrei. Khomutov .
En 2001, Makarov fue incluido en el Salón de la Fama de la IIHF durante el Campeonato Mundial de Hockey sobre Hielo en Alemania. El 27 de junio de 2016, se anunció que sería incluido en el Salón de la Fama del Hockey el 14 de noviembre de 2016 junto con Eric Lindros , Rogie Vachon y Pat Quinn (póstumamente).
En los últimos años, a Sergei Makarov no le gusta comunicarse con los medios. Rara vez aparece en cualquier evento.  Es el poseedor del récord entre los jugadores de hockey soviéticos y rusos en cuanto al número total de goles marcados en partidos oficiales para los equipos y selecciones nacionales de la URSS, Rusia y la NHL (714), por delante de Boris Mikhailov por 9 goles .
Makarov tiene cuatro hijos: tres hijos y una hija. En Calgary, se divorció de su primera esposa, Vera, y se casó con Mary, que trabajaba como acomodadora. En un nuevo matrimonio, nacieron un hijo, Nikki, y una hija, Katya.
De 2012 a 2015, se desempeñó como director ejecutivo de la Night Hockey League . Miembro del Consejo de Leyendas de la Liga de la Noche.

## Logros
- Campeón de los Juegos Olímpicos, 1984 y 1988
- Medalla de plata en los Juegos Olímpicos de Invierno de 1980
- Campeonato del Mundo de Hockey sobre Hielo, 1978, 1979, 1981, 1982, 1983, 1986, 1989 y 1990
- Campeón de la URSS, 1979-89
- Tres veces ganadora del título de Mejor jugador de hockey del año según la encuesta de Football-Hockey Weekly (1979-80, 84-85, 88-89).
- Ganador de la Copa de Hockey de la URSS, 1979 y 1988
- Ganador de la Copa 1979
- Ganador de la Copa Canadá 1981
- Trofeo Calder Memorial Trophy (Novato de la temporada de la NHL]], 1990
- Entró en el Salón de la Fama de la IIHF en 2001
- Ganador del Palo de Oro de la IIHF (Mejor jugador europeo de hockey) (1980, 1986, 1989)[11]
- Incluido en el  Symbolic Team of the IIHF Centennial
- Número 24, con el que jugó Sergey Makarov, retirado del CSKA (29.10.2008)

## Estadísticas de su carrera

### Temporada y partidos especiales
| 1976–77            | Traktor Chelyabinsk  | URSS               | 11  | 1   | 0   | 1   | 4   | —  | —  | —  | —  | — |
| 1977–78            | Traktor Chelyabinsk  | URSS               | 36  | 18  | 13  | 31  | 10  | —  | —  | —  | —  | — |
| 1978–79            | CSKA Moscow          | URSS               | 44  | 18  | 21  | 39  | 12  | —  | —  | —  | —  | — |
| 1979–80            | CSKA Moscow          | URSS               | 44  | 29  | 39  | 68  | 16  | —  | —  | —  | —  | — |
| 1980–81            | CSKA Moscow          | URSS               | 49  | 42  | 37  | 79  | 22  | —  | —  | —  | —  | — |
| 1981–82            | CSKA Moscow          | URSS               | 46  | 32  | 43  | 75  | 18  | —  | —  | —  | —  | — |
| 1982–83            | CSKA Moscow          | URSS               | 30  | 25  | 17  | 42  | 6   | —  | —  | —  | —  | — |
| 1983–84            | CSKA Moscow          | URSS               | 44  | 36  | 37  | 73  | 28  | —  | —  | —  | —  | — |
| 1984–85            | CSKA Moscow          | URSS               | 40  | 26  | 39  | 65  | 28  | —  | —  | —  | —  | — |
| 1985–86            | CSKA Moscow          | URSS               | 40  | 30  | 32  | 62  | 28  | —  | —  | —  | —  | — |
| 1986–87            | CSKA Moscow          | URSS               | 40  | 21  | 32  | 53  | 26  | —  | —  | —  | —  | — |
| 1987–88            | CSKA Moscow          | URSS               | 51  | 23  | 45  | 68  | 50  | —  | —  | —  | —  | — |
| 1988–89            | CSKA Moscow          | URSS               | 44  | 21  | 33  | 54  | 42  | —  | —  | —  | —  | — |
| 1989–90            | Calgary Flames       | NHL                | 80  | 24  | 62  | 86  | 55  | 6  | 0  | 6  | 6  | 0 |
| 1990–91            | Calgary Flames       | NHL                | 78  | 30  | 49  | 79  | 44  | 3  | 1  | 0  | 1  | 0 |
| 1991–92            | Calgary Flames       | NHL                | 68  | 22  | 48  | 70  | 60  | —  | —  | —  | —  | — |
| 1992–93            | Calgary Flames       | NHL                | 71  | 18  | 39  | 57  | 40  | —  | —  | —  | —  | — |
| 1993–94            | San Jose Sharks      | NHL                | 80  | 30  | 38  | 68  | 78  | 14 | 8  | 2  | 10 | 4 |
| 1994–95            | San Jose Sharks      | NHL                | 43  | 10  | 14  | 24  | 40  | 11 | 3  | 3  | 6  | 4 |
| 1996–97            | HC Fribourg-Gottéron | NDA                | 6   | 3   | 2   | 5   | 2   | 1  | 0  | 0  | 0  | 0 |
| 1996–97            | Dallas Stars         | NHL                | 4   | 0   | 0   | 0   | 0   | —  | —  | —  | —  | — |
| Totales de la URSS | Totales de la URSS   | Totales de la URSS | 519 | 322 | 388 | 710 | 290 | —  | —  | —  | —  | — |
| Totales de la NHL  | Totales de la NHL    | Totales de la NHL  | 424 | 134 | 250 | 384 | 317 | 34 | 12 | 11 | 23 | 8 |

### Internacional
| Año            | Equipo          | Evento         | Posición          |     | GP | G  | A   | Pts | PIM |
| -------------- | --------------- | -------------- | ----------------- | --- | -- | -- | --- | --- | --- |
| 1977           | Unión Soviética | CMJ            | Medalla de oro    | 7   | 4  | 4  | 8   | 4   |     |
| 1978           | Unión Soviética | CMJ            | Medalla de oro    | 7   | 8  | 7  | 15  | 4   |     |
| 1978           | Unión Soviética | CM             | Medalla de oro    | 10  | 3  | 2  | 5   | 5   |     |
| 1979           | Unión Soviética | CM             | Medalla de oro    | 8   | 8  | 4  | 12  | 6   |     |
| 1980           | Unión Soviética | JO             | Medalla de plata  | 7   | 5  | 6  | 11  | 2   |     |
| 1981           | Unión Soviética | CM             | Medalla de oro    | 7   | 3  | 6  | 9   | 0   |     |
| 1981           | Unión Soviética | CC             | Medalla de oro    | 7   | 3  | 6  | 9   | 0   |     |
| 1982           | Unión Soviética | CM             | Medalla de oro    | 10  | 6  | 7  | 13  | 8   |     |
| 1983           | Unión Soviética | CM             | Medalla de oro    | 10  | 9  | 9  | 18  | 18  |     |
| 1984           | Unión Soviética | JO             | Medalla de oro    | 7   | 3  | 3  | 6   | 6   |     |
| 1984           | Unión Soviética | CC             | Medalla de bronce | 6   | 6  | 1  | 7   | 4   |     |
| 1985           | Unión Soviética | CM             | Medalla de bronce | 10  | 9  | 5  | 14  | 8   |     |
| 1986           | Unión Soviética | CM             | Medalla de oro    | 10  | 4  | 14 | 18  | 12  |     |
| 1987           | Unión Soviética | CM             | Medalla de plata  | 10  | 4  | 10 | 14  | 8   |     |
| 1987           | Unión Soviética | CC             | Medalla de plata  | 9   | 7  | 8  | 15  | 8   |     |
| 1988           | Unión Soviética | JO             | Medalla de oro    | 8   | 3  | 8  | 11  | 10  |     |
| 1989           | Unión Soviética | CM             | Medalla de oro    | 10  | 5  | 3  | 8   | 8   |     |
| 1990           | Unión Soviética | CM             | Medalla de oro    | 7   | 2  | 1  | 3   | 8   |     |
| 1991           | Unión Soviética | CM             | Medalla de bronce | 8   | 3  | 7  | 10  | 6   |     |
| Totales Junior | Totales Junior  | Totales Junior | Totales Junior    | 14  | 12 | 11 | 23  | 8   |     |
| Totales Senior | Totales Senior  | Totales Senior | Totales Senior    | 145 | 83 | 89 | 172 | 129 |     |

CMJ: Campeonato Mundial Juvenil de Hockey

CM: Campeonato Mundial de Hockey

JO: Juegos Olímpicos